# Åkvik
Åkvik est une localité du comté de Nordland, en Norvège.

## Géographie
Administrativement, Åkvik fait partie de la kommune de Leirfjord.